# FBI: 特別捜査班
『FBI: 特別捜査班』（エフビーアイ とくべつそうさはん、原題: FBI）は、アメリカ合衆国のCBSで2018年9月25日から放送されているテレビドラマ。2019年1月、CBSは次シーズンの更新を発表した。 2022年5月9日、更に2シーズン（シーズン5、6）を継続することを発表した。
また、かつては『FBI：インターナショナル』、『FBI：Most Wanted～指名手配特捜班～』がスピンオフドラマとして放送されていたが、新たなスピンオフドラマ『FBI：CIA』の制作に取り掛かるため、2025年3月5日にそれぞれシーズン4、シーズン6を以て打ち切りが発表された。

## 登場人物

### レギュラー
マギー・ベル（Maggie Bell）
演 - ミッシー・ペリグリム (Missy Peregrym) / 日本語吹替 - 小林ゆう
FBI特別捜査官。ウォール・ストリート・ジャーナル記者である夫を亡くした過去を持つ。
事件関係者に感情移入しやすいが判断は冷静であり、誠実に真実を追い求めようとする。
一時期潜入捜査でチームを離れたり、サリンに浴びて長らく離脱していたこともある。
オマル・アドム・"O.A."・ジダン（Omar Adom "O.A." Zidan）
演 - ジーコ・ザキ (Zeeko Zaki) / 日本語吹替 - 増元拓也
FBI特別捜査官。エジプト系アメリカ人で、マギーの仕事上のパートナー。ウエスト・ポイント卒業生で元陸軍レンジャー。
イスラム教徒でもあり、宗教関係の事件では神経質になりやすい。また、普段はドライだが情に厚く、それ故に上層部に反発することも多い。
反体制に執心する妹がおり、それが悩みの種になっていたこともある。
ジュバル・バレンタイン（Jubal Valentine）
演 - ジェレミー・シスト (Jeremy Sisto) / 日本語吹替 - 小山剛志
FBI特別捜査官。主任特別捜査官の右腕として司令室で指揮を執り、次々にオペレーターや現場捜査官に指示を出す。稀に現場に出ることもある。
かつてはアルコール依存症で、取調べ中にウォッカをカップに入れて飲んていたほど。
この失敗を悔やんで断酒会に参加し、以降依存症患者を支える活動も行っている。
離婚した妻との間に子供がおり、うち一人が白血病にかかってしまう。
クリステン・チャザル（Kristen Chazal） (シーズン1-2)
演 - エボニー・ノエル (Ebonée Noel) / 日本語吹替 - 寺崎裕香
FBIアナリスト。ジュバルが指示を出す前に欲しい情報を引き出すなど、その情報収集能力は卓越している。
しかし現場への憧れが強く、希望を出していたが承認される。が、そのすぐ後に犯人に首を刺されて生死をさまよう。
その後は不本意ながらオペレーション業務に戻るが、以降も状況を見て現場に出ていた。
シーズン3の開始以前に、ジュバルによると自ら異動を申し出てチームを去っていったという。
エレン・ソルバーグ（Ellen Solberg） (第1話)
演 - コニー・ニールセン (Connie Nielsen) / 日本語吹替 - 萩尾みどり
FBI特別捜査官。最初の主任特別捜査官。
デイナ・モージャー （Dana Mosier）(シーズン1)
演 - セーラ・ウォード (Sela Ward) / 日本語吹替 - 塩田朋子
FBI特別捜査官。ソルバーグの後任である主任特別捜査官。シーズン2では特に説明なく主任の座を降りる。
イゾベル・カスティーユ（Isobel Castille） (シーズン2 - 、シーズン1 ゲスト)
演 - アラナ・デ・ラ・ガーザ (Alana de la Garza) / 日本語吹替 - 加藤沙織
FBI特別捜査官。モージャーの後任である主任特別捜査官。
デイナ以上に規律に厳しく、恋人関係にあった政府関係者が事件に関わっていた際は私情を無視して事件解決に注力した。が、その結果恋人関係が破綻することとなった
スチュアート・スコーラ（Stuart Scola） (シーズン2 - )
演 - ジョン・ボイド (John Boyd) / 日本語吹替 - 福田賢二
FBI特別捜査官。クリステンの新たなパートナーにして、その後任のティファニーのパートナー。
元ウォール街出身の金融マンという異色の経歴を持ち、稀に金融関係者の事件が起こった際には株の仕組みをメンバーに説明していた。
元金融マンということもありそれなりに金は持っているが、金融業界の居心地の悪さに嫌気が差して転職。
相手に本心を多く見せないドライな性格だが、仲間思いで気遣いがすぎることがある。ティファニーとはしばしばそのことで諍いが起きていた。
ティファニー・ウォレス（Tiffany Wallace） (シーズン3 - )
演 - キャサリン・レニー・ターナー (Katherine Renee Turner) / 日本語吹替 - 田村睦心
FBI特別捜査官。元ニューヨーク市警。クリステンの後任。クリステンと違いバリバリの現場派。
市警時代にいざこざがあって退職したことからあまり円満でない元同僚も多いが、一方で恩師には今でも頼りにされている。

### クロスオーバー
ジェス・ラクロイ（Jess LaCroix）
シーズン1第18話、シーズン2第18話、シーズン4第1話に登場。FBIスーパーバイザー特別捜査官（FBI Supervisory Special Agent）であり、逃亡者特捜班のリーダー。（FBI: Most Wanted 〜指名手配特捜班〜）

## エピソード一覧

### シーズン一覧
| シーズン | シーズン | エピソード | 米国での放送日 | 米国での放送日 |
| シーズン | シーズン | エピソード | 初回           | 最終回         |
| -------- | -------- | ---------- | -------------- | -------------- |
|          | 1        | 22         | 2018年9月25日  | 2019年5月14日  |
|          | 2        | 19         | 2019年9月24日  | 2020年3月31日  |
|          | 3        | 15         | 2020年11月17日 | 2021年5月25日  |
|          | 4        | 21         | 2021年9月21日  | 2022年5月17日  |
|          | 5        | 23         | 2022年9月20日  | 2023年5月23日  |
|          | 6        | 13         | 2024年2月13日  | 2024年5月21日  |
|          | 7        | 22         | 2024年10月15日 | 2025年5月20日  |

### シーズン1 (2018年 - 2019年)
| 通算 | 話数 | タイトル             | 原題                   | 監督                             | 米国放送日     | 視聴者数 (万人) |
| ---- | ---- | -------------------- | ---------------------- | -------------------------------- | -------------- | --------------- |
| 1    | 1    | ブロンクス爆破事件   | Pilot                  | ニールス・アルデン・オプレヴ     | 2018年9月25日  | 1,009           |
| 2    | 2    | 緑の鳥               | Green Birds            | ニック・ゴメス                   | 2018年10月2日  | 937             |
| 3    | 3    | 捕食する蛇           | Prey                   | ノルベルト・バーバ               | 2018年10月9日  | 917             |
| 4    | 4    | 届かぬ祈り           | Crossfire              | アーサー・W・フォーニー          | 2018年10月16日 | 931             |
| 5    | 5    | アローポイントの殺人 | Doomsday               | フレッド・バーナー               | 2018年10月23日 | 882             |
| 6    | 6    | 消えた子供           | Family Man             | ジャン・ドゥ・スゴンザック       | 2018年10月30日 | 941             |
| 7    | 7    | 盗っ人の仁義         | Cops and Robbers       | ジャン・ドゥ・スゴンザック       | 2018年11月13日 | 919             |
| 8    | 8    | 主権を有する者       | This Land Is Your Land | シャーロット・ブランドストローム | 2018年11月20日 | 891             |
| 9    | 9    | 死の極秘リスト       | Compromised            | エド・オルネラス                 | 2018年12月4日  | 972             |
| 10   | 10   | 武器商人の信条       | The Armorer's Faith    | ニコール・ルビオ                 | 2018年12月11日 | 904             |
| 11   | 11   | 親愛なる友へ         | Identity Crisis        | ノルベルト・バーバ               | 2019年1月15日  | 933             |
| 12   | 12   | 憎しみの炎           | A New Dawn             | テリー・ミラー                   | 2019年1月22日  | 740             |
| 13   | 13   | 失われた家族         | Partners in Crime      | ジャン・ドゥ・スゴンザック       | 2019年2月12日  | 945             |
| 14   | 14   | 謎のランナー         | Exposed                | ノルベルト・バーバ               | 2019年2月19日  | 906             |
| 15   | 15   | ウォール街と爆弾     | Scorched Earth         | ニック・ゴメス                   | 2019年2月26日  | 945             |
| 16   | 16   | ラザロの誤算         | Invisible              | チャールズ・S・キャロル          | 2019年3月12日  | 895             |
| 17   | 17   | 秘密のデート         | Apex                   | ジャン・ドゥ・スゴンザック       | 2019年3月26日  | 913             |
| 18   | 18   | ラクロイ捜査官       | Most Wanted            | フレッド・バーナー               | 2019年4月2日   | 908             |
| 19   | 19   | 白い悪魔             | Conflict of Interest   | クリスティン・スワンソン         | 2019年4月16日  | 876             |
| 20   | 20   | エジプトの要人       | What Lies Beneath      | ヴィンセント・ミシアーノ         | 2019年4月30日  | 886             |
| 21   | 21   | 隠された顔           | Appearances            | ジャン・ドゥ・スゴンザック       | 2019年5月7日   | 876             |
| 22   | 22   | 対決の時             | Closure                | ニコール・ルビオ                 | 2019年5月14日  | 856             |

### シーズン2 (2019年 - 2020年)
| 通算 | 話数 | タイトル             | 原題                 | 監督                       | 米国放送日     | 視聴者数 (万人) |
| ---- | ---- | -------------------- | -------------------- | -------------------------- | -------------- | --------------- |
| 23   | 1    | テロリストの誕生     | Little Egypt         | アーサー・W・フォーニー    | 2019年9月24日  | 883             |
| 24   | 2    | 他人の生活           | The Lives of Others  | アレックス・チャップル     | 2019年10月1日  | 946             |
| 25   | 3    | 狙われた変革者       | American Idol        | ミレナ・ゴヴィッチ         | 2019年10月8日  | 870             |
| 26   | 4    | 脅威の選別           | An Imperfect Science | ジャン・ドゥ・スゴンザック | 2019年10月15日 | 875             |
| 27   | 5    | 分かれ道             | Crossroads           | チャールズ・S・キャロル    | 2019年10月22日 | 887             |
| 28   | 6    | エリート銀行家の死   | Outsider             | ステファン・サージク       | 2019年11月5日  | 854             |
| 29   | 7    | 葬られた真実         | Undisclosed          | エミール・レヴィセッティ   | 2019年11月12日 | 887             |
| 30   | 8    | フェルディナント作戦 | Codename: Ferdinand  | アレックス・ザクシェフスキ | 2019年11月19日 | 883             |
| 31   | 9    | 救いの国             | Salvation            | アレックス・チャップル     | 2019年11月26日 | 881             |
| 32   | 10   | ハドソン川連続殺人   | Ties That Bind       | ステファン・サージク       | 2019年12月17日 | 847             |
| 33   | 11   | 消えない傷           | Fallout              | アレックス・チャップル     | 2020年1月7日   | 932             |
| 34   | 12   | 番人の正体           | Hard Decisions       | エミール・レヴィセッティ   | 2020年1月14日  | 857             |
| 35   | 13   | 伝説の捜査官         | Payback              | モニカ・レイマンド         | 2020年1月21日  | 924             |
| 36   | 14   | ギャングの掟         | Studio Gangster      | アレックス・チャップル     | 2020年1月28日  | 926             |
| 37   | 15   | 打ち砕かれた栄光     | Legacy               | カール・シートン           | 2020年2月11日  | 893             |
| 38   | 16   | セーフルーム         | Safe Room            | カルロス・バーナード       | 2020年2月18日  | 922             |
| 39   | 17   | 果たされぬ約束       | Broken Promises      | オリビア・ニューマン       | 2020年3月10日  | 830             |
| 40   | 18   | 真のアメリカ人       | American Dreams      | テリー・ミラー             | 2020年3月24日  | 1,067           |
| 41   | 19   | シカゴから来た刑事   | Emotional Rescue     | モニカ・レイマンド         | 2020年3月31日  | 1,085           |

### シーズン3 (2020年 - 2021年)
| 通算 | 話数 | タイトル             | 原題                   | 監督                       | 米国放送日     | 視聴者数 (万人) |
| ---- | ---- | -------------------- | ---------------------- | -------------------------- | -------------- | --------------- |
| 42   | 1    | 試される信頼         | Never Trust a Stranger | アレックス・チャップル     | 2020年11月17日 | 821             |
| 43   | 2    | 指輪のない死体       | Unreasonable Doubt     | ジャン・ドゥ・スゴンザック | 2020年11月24日 | 839             |
| 44   | 3    | 麻薬王の約束         | Liar's Poker           | アレックス・チャップル     | 2020年12月8日  | 671             |
| 45   | 4    | 理想の恋人           | Crazy Love             | ジャン・ドゥ・スゴンザック | 2021年1月24日  | 899             |
| 46   | 5    | 秘密の代償           | Clean Slate            | ローズ・トローシュ         | 2021年1月26日  | 827             |
| 47   | 6    | 奪われたタンク       | Uncovered              | アレックス・チャップル     | 2021年2月9日   | 772             |
| 48   | 7    | 憎しみの連鎖         | Discord                | カルロス・バーナード       | 2021年3月2日   | 736             |
| 49   | 8    | 正義のジレンマ       | Walk the Line          | ミケルティ・ウィリアムソン | 2021年3月9日   | 766             |
| 50   | 9    | 政治記者の秘密       | Leverage               | ジョン・ポルソン           | 2021年3月16日  | 807             |
| 51   | 10   | 2つの組織            | Checks and Balances    | ステファン・サージク       | 2021年4月6日   | 807             |
| 52   | 11   | 狙われたオーロラ     | Brother's Keeper       | アレックス・チャップル     | 2021年4月27日  | 757             |
| 53   | 12   | 父の願い             | Fathers and Sons       | ステファン・サージク       | 2021年5月4日   | 808             |
| 54   | 13   | デイトレーダーの反乱 | Short Squeeze          | ジョアンナ・カーンズ       | 2021年5月11日  | 769             |
| 55   | 14   | 悲劇の引き金         | Trigger Effect         | モニカ・レイマンド         | 2021年5月18日  | 759             |
| 56   | 15   | 危険な切り札         | Straight Flush         | アレックス・チャップル     | 2021年5月25日  | 708             |

### シーズン4 (2021年 - 2022年)
| 通算 | 話数 | タイトル               | 原題                | 監督                       | 米国放送日     | 視聴者数 (万人) |
| ---- | ---- | ---------------------- | ------------------- | -------------------------- | -------------- | --------------- |
| 57   | 1    | 欲望の街               | All That Glitters   | アレックス・チャップル     | 2021年9月21日  | 712             |
| 58   | 2    | 見過ごされた死         | Hacktivist          | ジャン・ドゥ・スゴンザック | 2021年9月28日  | 737             |
| 59   | 3    | 捨て駒                 | Trauma              | アレックス・チャップル     | 2021年10月5日  | 671             |
| 60   | 4    | 汝自身を知れ           | Know Thyself        | ティム・バスフィールド     | 2021年10月12日 | 675             |
| 61   | 5    | シャーロットの行方     | Charlotte's Web     | ヤンゾン・ブローエン       | 2021年11月2日  | 699             |
| 62   | 6    | 青い壁                 | Allegiance          | ジョン・ポルソン           | 2021年11月9日  | 717             |
| 63   | 7    | 愛しき者のために       | Gone Baby Gone      | イーフ・リヴェラ           | 2021年11月16日 | 761             |
| 64   | 8    | 止まった時間           | Fire and Rain       | シャラ・ラジュ             | 2021年12月7日  | 703             |
| 65   | 9    | 悪魔の報復             | Unfinished Business | アレックス・チャップル     | 2021年12月14日 | 831             |
| 66   | 10   | 新しい家族             | Fostered            | ステファン・サージク       | 2022年1月4日   | 852             |
| 67   | 11   | 心の穴                 | Grief               | マシュー・マクルータ       | 2022年1月11日  | 845             |
| 68   | 12   | 暴走する爆弾           | Under Pressure      | ブレナ・マロイ             | 2022年2月1日   | 754             |
| 69   | 13   | 捜査と偏見             | Pride and Prejudice | アレックス・チャップル     | 2022年2月22日  | 738             |
| 70   | 14   | 闘う覚悟               | Ambition            | ジャン・ドゥ・スゴンザック | 2022年3月8日   | 771             |
| 71   | 15   | アンカーヒッチの殺人者 | Scar Tissue         | リサ・ロビンソン           | 2022年3月22日  | 803             |
| 72   | 16   | 排除の論理             | Protective Details  | アレックス・ザクシェフスキ | 2022年3月29日  | 758             |
| 73   | 17   | 消されたカップル       | One Night Stand     | アレックス・チャップル     | 2022年4月12日  | 739             |
| 74   | 18   | 怖いもの知らず         | Fear Nothing        | ジョン・カサー             | 2022年4月19日  | 751             |
| 75   | 19   | 偽りの仮面             | Face Off            | ジャクリーン・テハダ       | 2022年4月26日  | 756             |
| 76   | 20   | 戦場の亡霊             | Ghost from the Past | ヘザー・カッピエロ         | 2022年5月10日  | 716             |
| 77   | 21   | ケイラの約束           | Kayla               | アレックス・ザクシェフスキ | 2022年5月17日  | 715             |

### シーズン5 (2022年 - 2023年)
- 第17話「迫りくる脅威」は、『FBL: インターナショナル』および、FBI: Most Wanted 〜指名手配特捜班〜とのクロスオーバー・エピソード

| 通算 | 話数 | タイトル         | 原題                       | 監督                       | 米国放送日     | 視聴者数 (万人) |
| ---- | ---- | ---------------- | -------------------------- | -------------------------- | -------------- | --------------- |
| 78   | 1    | 決死の賭け       | Hero's Journey             | アレックス・チャップル     | 2022年9月20日  | 681             |
| 79   | 2    | 愛の暴走         | Love Is Blind              | ジョン・カサー             | 2022年9月27日  | 708             |
| 80   | 3    | 不肖の息子       | Prodigal Son               | アレックス・チャップル     | 2022年10月4日  | 697             |
| 81   | 4    | 被害者の記憶     | Victim                     | カルロス・バーナード       | 2022年10月11日 | 741             |
| 82   | 5    | ラルフィーに捧ぐ | Flopped Cop                | カール・ウェザース         | 2022年10月18日 | 711             |
| 83   | 6    | 母の葛藤         | Double Blind               | アレックス・チャップル     | 2022年11月6日  | 688             |
| 84   | 7    | 再出発           | Ready or Not               | ステファン・サージク       | 2022年11月15日 | 731             |
| 85   | 8    | 強さの証明       | Into the Fire              | ゴンザーロ・アマット       | 2022年11月22日 | 754             |
| 86   | 9    | 息子の正義       | Fortunate Son              | アレックス・チャップル     | 2022年12月13日 | 739             |
| 87   | 10   | 18年前の過ち     | Second Life                | ジョン・カサー             | 2023年1月3日   | 759             |
| 88   | 11   | 場違いなヒーロー | Heroes                     | ミレナ・ゴヴィッチ         | 2023年1月10日  | 744             |
| 89   | 12   | 恐怖の霧         | Breakdown                  | アレックス・チャップル     | 2023年1月24日  | 747             |
| 90   | 13   | 恩人からの教え   | Protégé                    | ステファニー・マーカート   | 2023年2月14日  | 720             |
| 91   | 14   | 錬金術の罠       | Money for Nothing          | ジャン・ドゥ・スゴンザック | 2023年2月21日  | 689             |
| 92   | 15   | ウソの功罪       | The Lies We Tell           | リサ・ロビンソン           | 2023年2月28日  | 681             |
| 93   | 16   | さまよう戦士     | Family First               | エドゥアルド・サンチェス   | 2023年3月14日  | 716             |
| 94   | 17   | 迫りくる脅威     | Imminent Threat - Part Two | アレックス・チャップル     | 2023年4月4日   | 654             |
| 95   | 18   | ジャベリンを追え | Obligation                 | アレックス・ザクシェフスキ | 2023年4月11日  | 684             |
| 96   | 19   | 残されたアザ     | Sins of the Past           | オスカー・ロソヤ           | 2023年4月18日  | 676             |
| 97   | 20   | 姉と妹           | Sisterhood                 | ティム・バスフィールド     | 2023年4月25日  | 680             |
| 98   | 21   | 無関心なシステム | Privilege                  | カルロス・バーナード       | 2023年5月9日   | 646             |
| 99   | 22   | 信仰と迷い       | Torn                       | ヤンゾン・ブローエン       | 2023年5月16日  | 658             |
| 100  | 23   | 神をかたる者     | God Complex                | アレックス・チャップル     | 2023年5月23日  | 654             |

### シーズン6 (2024年)
| 通算 | 話数 | タイトル         | 原題               | 監督                       | 米国放送日    | 視聴者数 (万人) |
| ---- | ---- | ---------------- | ------------------ | -------------------------- | ------------- | --------------- |
| 101  | 1    | 怒りの増幅       | All the Rage       | アレックス・チャップル     | 2024年2月13日 | 770             |
| 102  | 2    | 悔恨の日         | Remorse            | カルロス・バーナード       | 2024年2月20日 | 713             |
| 103  | 3    | 彼女の住む世界   | Stay in Your Lane  | アレックス・チャップル     | 2024年2月27日 | 638             |
| 104  | 4    | 作られた怪物     | Creating a Monster | ミレナ・ゴヴィッチ         | 2024年3月12日 | 712             |
| 105  | 5    | 守りぬく覚悟     | Sacrifice          | ローラ・ヴェルシー         | 2024年3月19日 | 712             |
| 106  | 6    | 不確実な未来     | Unforeseen         | ミレナ・ゴヴィッチ         | 2024年3月26日 | 676             |
| 107  | 7    | 捜査の聖域       | Behind the Veil    | エリック・ラニューヴィル   | 2024年4月2日  | 688             |
| 108  | 8    | 宿敵の幻影       | Phantom            | ジャン・ドゥ・スゴンザック | 2024年4月9日  | 640             |
| 109  | 9    | リスクのない人生 | Best Laid Plans    | アレックス・チャップル     | 2024年4月16日 | 709             |
| 110  | 10   | 武装する神       | Family Affair      | アレックス・ザクシェフスキ | 2024年4月23日 | 703             |
| 111  | 11   | 最後の捕虜       | No One Left Behind | モニカ・レイマンド         | 2024年5月7日  | 613             |
| 112  | 12   | 黄色い毒薬       | Consequences       | カルロス・バーナード       | 2024年5月14日 | 599             |
| 113  | 13   | 弔いの炎         | Ring of Fire       | アレックス・チャップル     | 2024年5月21日 | 614             |